# 댄 피너티

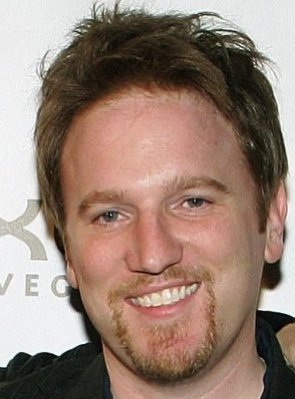

댄 피너티(Dan Finnerty, 1970년 1월 22일 ~ )는 미국의 가수, 배우이다.
로체스터에서 태어났다.

## 영화
- 락 오브 에이지 (2012년) - 스테이시 투어 매니저 역
- 더 행오버 (2009년) - 웨딩 싱어 역
- 헤이트 발렌타인데이 (2009년)
- 익스트림 무비 (2008년)
- 터미널 (2004년)
- 스타스키와 허치 (2004년)
- 지미 키멜 라이브! (2003년) - 게스트 역
- 올드 스쿨 (2003년)
- 카슨 데일리 쇼 (2002년)
- 웨딩 플래너 (2001년)